# Odolanów
Odolanów este un oraș în Polonia.